# Eduardo Smith
Eduardo Smith (Guayaquil, 23 de fevereiro de 1966) é um ex-futebolista equatoriano que atuava como meio campista.

## Carreira
Smith integrou a Seleção Equatoriana de Futebol na Copa América de 1997.